# Sparisoma rocha
Sparisoma rocha is een straalvinnige vissensoort uit de familie van de papegaaivissen (Scaridae). De wetenschappelijke naam van de soort is voor het eerst geldig gepubliceerd in 2010 door Pinheiro, Gasparini & Sazima.